# Jets de Louiseville
Die Jets de Louiseville (englisch Louiseville Jets) waren eine kanadische Eishockeymannschaft aus Louiseville, Québec. Das Team spielte in der Saison 1996/97 in der Québec Semi-Pro Hockey League.

## Geschichte
Die Mannschaft wurde 1996 als Franchise der Québec Semi-Pro Hockey League gegründet. In dieser waren sie eines von 13 Gründungsmitgliedern. In ihrer einzigen aktiven Spielzeit, der Saison 1996/97, belegten die Jets den fünften und somit letzten Platz der Division Ouest, wodurch sie die Playoffs um die Coupe Futura verpassten. Mit nur elf Siegen bei 28 Niederlagen in 39 Spielen wies das Team aus Louisville eine deutlich negative Bilanz auf. Im Sommer 1997 wurde das Franchise aufgelöst.     

## Team-Rekorde

### Karriererekorde
Spiele: 26  Maxime Jeanl,  Dany Leblond,  Luc Simard
Tore: 18  Dany Leblond
Assists: 32  Dany Leblond
Punkte: 50  Dany Leblond
Strafminuten: 124  Louis-Philippe Biron